# Naddoddur (Boot)

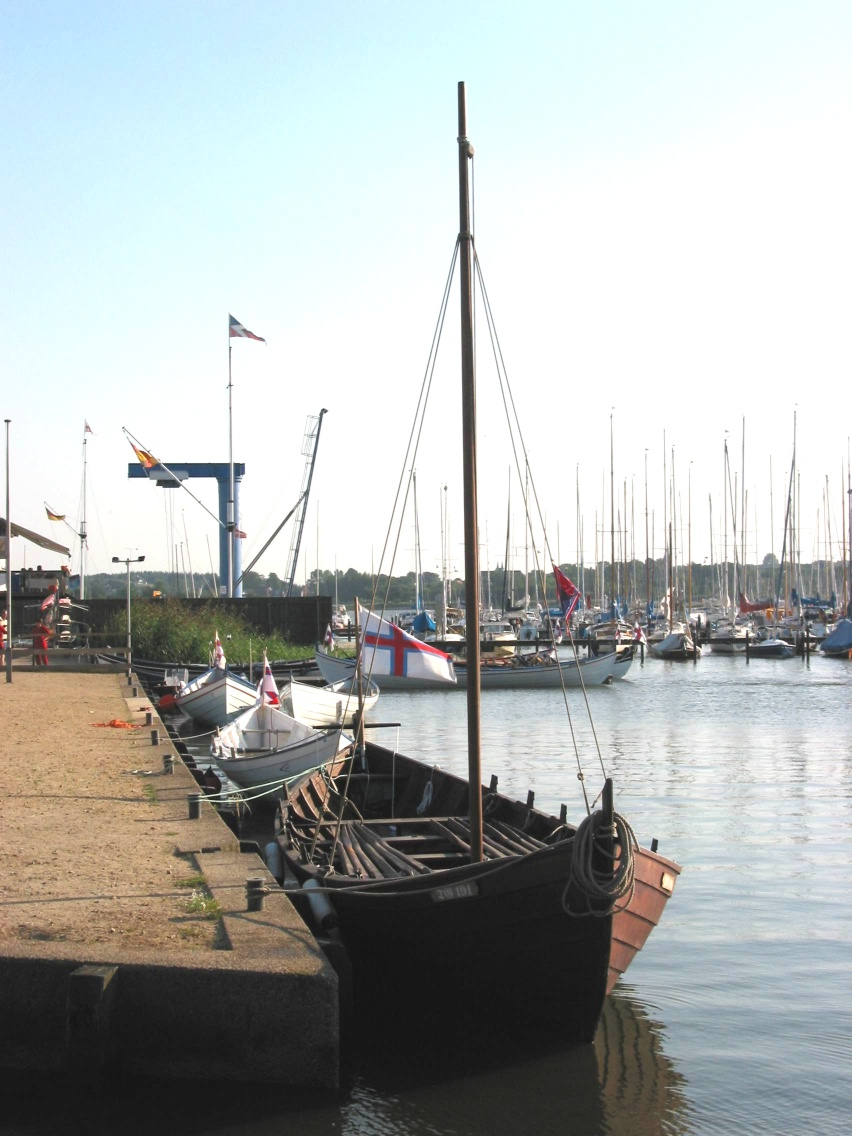
Naddoddur in Schleswig im August 2004 beim Nordischen Ruder- und Kulturtreffen anlässlich des 1200-Jahr-Jubiläums von Haithabu.

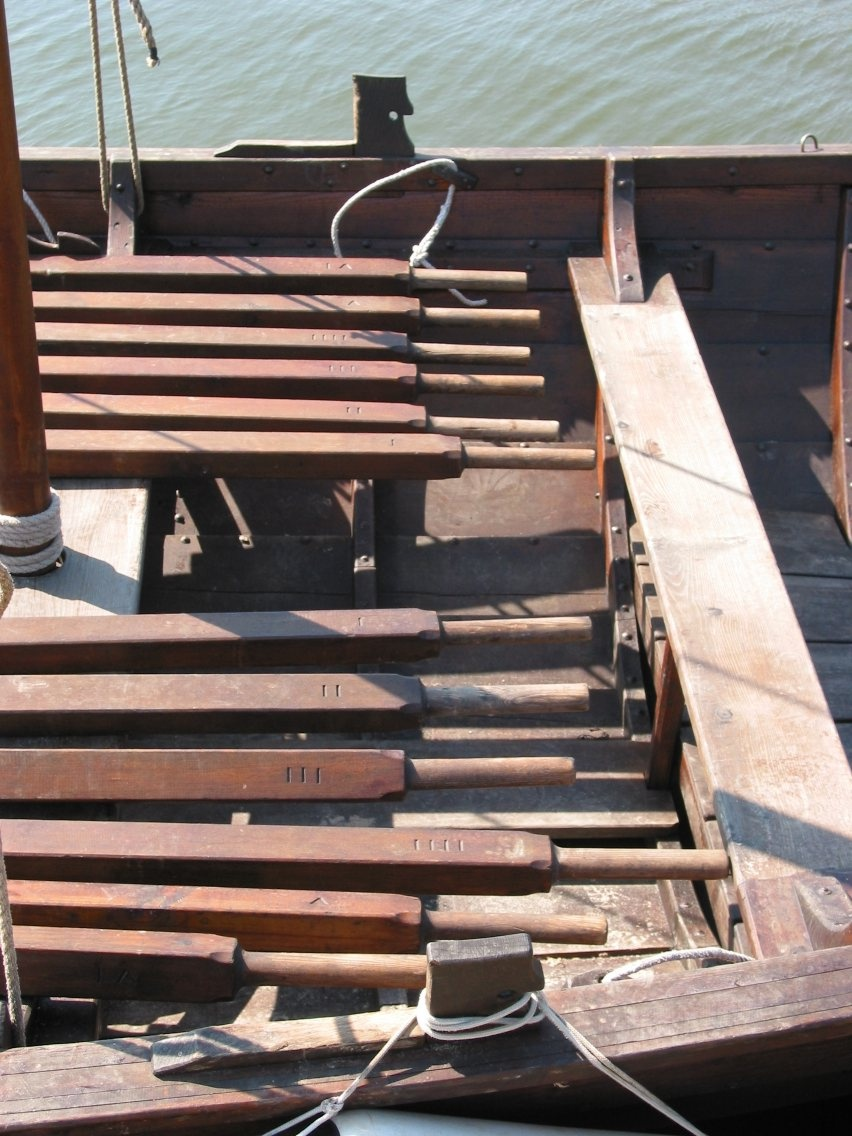
„Seksæringur“ bedeutet „6-Riemer“, zumal ein 12er-Ruderboot an jeder Seite 6 Riemen hat. Sie sind beim Naddoddur mit römischen Ziffern versehen.

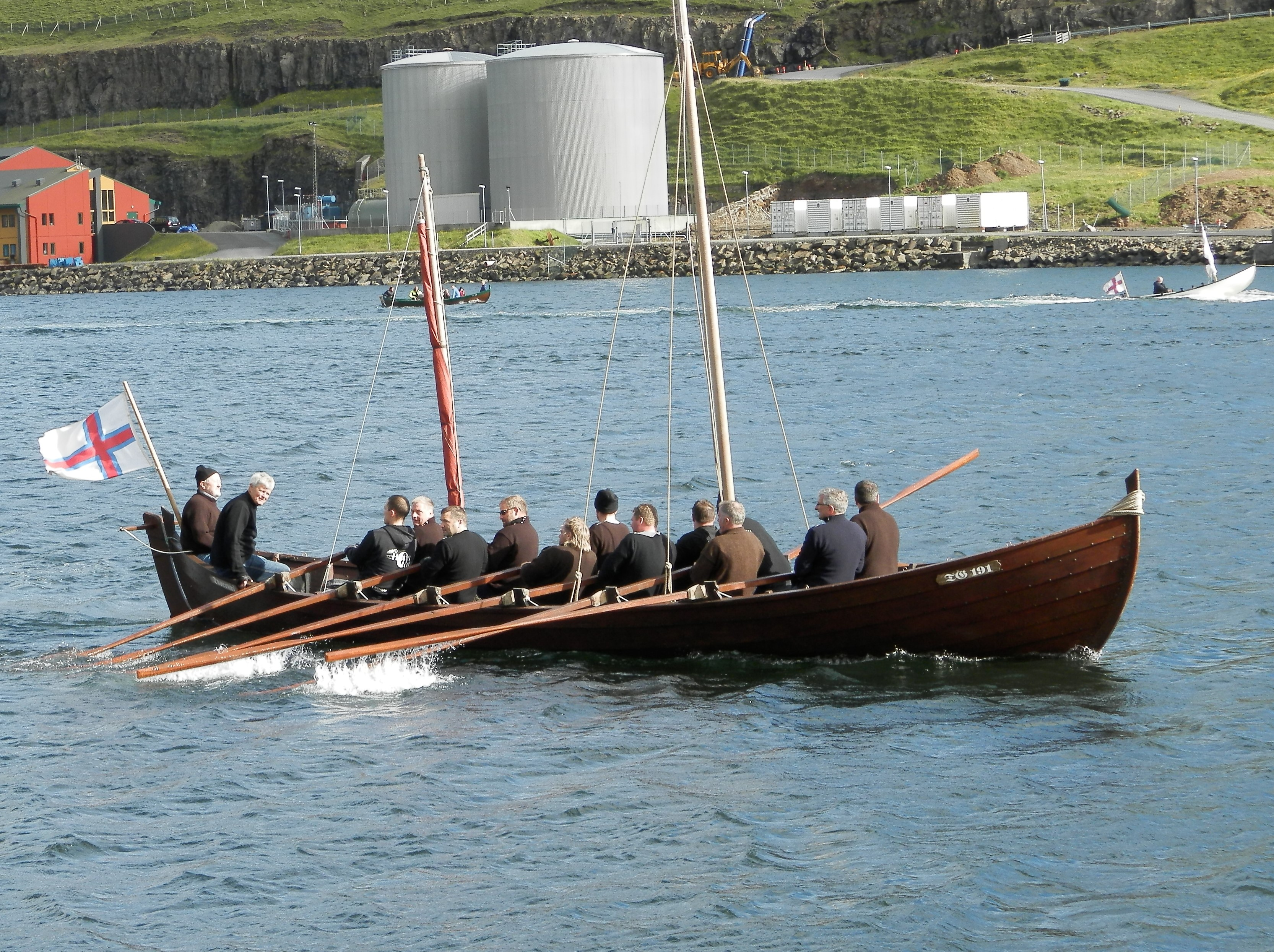
Naddoddur (2016)

Naddoddur ist ein sogenannter seksæringur, ein Färöboot mit 12 Ruderern, das mehrere Reisen von den Färöern nach Norwegen, den Shetlandinseln und nach Island unternommen hat. Das Boot ist nach dem Entdecker Islands, dem norwegischstämmigen Färinger Naddoddur, benannt. Heimathafen ist Tvøroyri auf Suðuroy, wo es am 31. Mai 1997 zu Wasser gelassen wurde.

## Vorgeschichte
In Tvøroyri befindet sich ein Club gleichen Namens (Bátafelagið Naddoddur – „Bootsverein Naddoddur“), der sich die Pflege der alten färöischen Bootsbaukultur zum Ziel gesetzt hat. Er wurde am 19. November 1995 gegründet und hat ca. 120 Mitglieder.
Die Vorgeschichte geht auf das Jahr 1992 zurück, wo zwei Färöboote, ein 10er und ein 12er, samt Besatzung vom Båtlauget Kysten der zentralen Organisation der Bootseigner in Norwegen, zu einem Holzboottreffen in Kolbeinshamn eingeladen wurden. Diese hochseetüchtigen Ruderboote stammen vom Wikingerschiff – also norwegischen Booten – ab, werden aber heute in Norwegen nicht mehr gebaut. 
Kysten organisierte im Folgejahr 1993 eine Reise auf die Färöer, an der rund 100 Interessierte teilnahmen. Dort hörten sie in Tvøroyri von den Plänen, den größten Seksæringur seit 100 Jahren zu bauen. Da es auf den Färöern keinen Wald gibt und im Bootsbau traditionell nur Treibholz genutzt werden konnte, erklärte sich ein norwegischer Verein bereit, das benötigte Holz zu spenden. Dieses kam 1996 nach Tvøroyri. Im Herbst des Jahres machten sich der Bootsbauer Jóhan Olsen und sein 82-jähriger Vater Niclas Olsen ans Werk. Am 31. Mai 1997 wurde das Boot in Anwesenheit Hunderter Schaulustiger zu Wasser gelassen und auf den Namen Naddoddur getauft.
Seine Jungfernfahrt unternahm Naddoddur mit 14 Mann Besatzung – zwölf Ruderern, einem Steuermann und einem Navigator. Die Bootshalle wurde von einem örtlichen Reeder gespendet.

## Reisen
1997 machten sich acht Mann Besatzung nur mit Rudern und Segel auf den Weg nach Norwegen. Angesichts des geschichtsträchtigen Namens wählte man Norwegen als erstes Ziel, da es die Geburtsheimat des Navigators und Wikingers Naddoddur war. Nach dreieinhalb Tagen und 360 Seemeilen erreichten sie mit dem offenen Boot Florø an der Westküste Norwegens, wo sie von einem großen Aufgebot an Booten begrüßt wurden. 
Eigentliches Ziel war die 1000-Jahr-Feier der Stadt Trondheim. Ein günstiger Ostwind ermöglichte dann die Heimreise unter Segeln zu den Färöern mit nur drei Mann Besatzung, während die anderen fünf mit der Fähre Norröna zurückfuhren.
Die zweite Reise sollte 1998 nach Reyðarfjörður in Island führen, zu dem Ort, an dem Naddoddur das erste Mal an Land ging. Diesmal segelte man zu viert unter dem Skipper Ernst Emielsson Petersen. Allerdings gab es eine Flaute, und so musste die Mannschaft die 240 Seemeilen von den Färöern nach Island rudern, was vier Tage dauerte. Schon weit vor der Küste wurden sie von isländischen Helikoptern und Flugzeugen begrüßt. Der Empfang an Land gestaltete sich entsprechend mit großem Medieninteresse und Menschenauflauf. Die Mannschaft übergab dem Bürgermeister der Stadt eine Gedenktafel, auf der es heißt „Naddoddur, der färöische Wikinger 850–1998“. Die Rückreise des Bootes samt Mannschaft erfolgte an Bord der Fähre Norröna.
Eine weitere Reise fand zu den Shetlandinseln statt.

## Wikingerreise und Unfall
Im August 2024 begab sich eine sechsköpfige Mannschaft an Bord der Naddoddur als Expedition „The Viking Voyage“ auf eine historische Reise von den Färöer-Inseln nach Norwegen. Ziel dieser Expedition war es, den Wikingernavigator Naddodd zu ehren, die Wikingerkultur zu bewahren und die Navigationskenntnisse an künftige Generationen weiterzugeben. Den Start der Expedition begleiteten ca. 550 Schüler von Suðuroy im Süden der Färöer in der Salzhalle in Tvøroyri.
Am 27. August 2024 kenterte das Boot nach vier Tagen auf See in einem Sturm ca. 25 km vor der norwegischen Insel Vågsøy, als es unter dem Schweizer Skipper und Expeditionsleiter Andy Fitze auf dem Weg von Tvøroyri auf der färöischen Insel Suduroy nach Alesund war. Von der sechsköpfigen internationalen Besatzung kam Karla Dana, eine 29-jährige in den USA lebende mexikanische Archäologin, ums Leben; die anderen fünf wurden gerettet. Das Todesopfer war in dem gekenterten Boot eingeklemmt gewesen, die anderen fünf hatten sich auf ein Rettungsboot retten können. Das Schiffswrack wurde in den Hafen von Måløy geschleppt und dann zurück nach Tvøroyri gebracht. Die Naddoddur wurde während des Unfalls und der Bergungsarbeiten beschädigt, war aber reparaturfähig.